# منصورون
منصورون یا گروه منصورون یا جمعیت منصورون گروهی چریکی در ایران بود که در دهه‌های ۱۳۴۰ و ۱۳۵۰ به‌عنوان تشکیلاتی سیاسی فرهنگی، در استان خوزستان و علیه دودمان پهلوی فعالیت می‌کرد. منصورون یکی از گروه‌های هفتگانه‌ای است که هسته اولیه سپاه پاسداران انقلاب اسلامی، از آنها تشکیل شد.
پیشینۀ شکل‌گیری گروه منصورون، به سال ۱۳۴۹ بازمی‌گردد و به‌تدریج در دههٔ پنجاه، هسته‌های اولیه آن در شهرهای اهواز، خرمشهر، اندیمشک و دزفول در استان خوزستان شکل گرفت. در سال ۱۳۵۴ چند هسته‌ی مبارزاتی دیگر، به جمعیت منصورون اضافه گردید و در فاصله سال‌های ۱۳۵۴ تا ۱۳۵۵ نیز اعضایی از شهرهای کاشان، قم، شیراز و تهران، به منصورون پیوستند و فعّالیت این گروه در شهرهای دیگر افزایش یافت.
از اعضای شناخته‌شدهٔ گروه منصورون می‌توان به: حسن هرمزی، محسن رضایی، مجید بقایی، محمدباقر ذوالقدر، علی شمخانی، محمد جهان‌آرا، غلامعلی رشید، اسماعیل دقایقی، سید احمد آوایی، اسماعیل زمانی، محمدباقر قاضیانی و محمد فلاح اشاره کرد. در فاصله سال‌های ۱۳۵۱ تا ۱۳۵۷، تمامی اعضای فعال منصورون را ساواک دستگیر و روانه زندان نمود که هر یک پس از ۱ تا ۳ سال حبس، از زندان آزاد شدند. همچنین ۸ نفر از اعضای این گروه به نام‌های: عبدالحسین سبحانی، غلامحسین صفاتی دزفولی، مهدی هنردار، کریم رفیعی، عزیز صفری، نورالدین شاه‌صفدری، علی جَهان‌آرا و حسن هرمزی، در خلال درگیری مسلحانه یا در حال انجام عملیات چریکی، کشته شدند. پس از وقوع انقلاب، گروه منصورون در خردادماه ۱۳۵۸ به همراه ۶ گروه دیگر، سازمان مجاهدین انقلاب اسلامی را تشکیل دادند.